# Élection présidentielle argentine de 2003
L'élection présidentielle argentine de 2003 a eu lieu le 27 avril 2003, pour élire le président et le vice-président de l'Argentine, pour un mandat de quatre ans.
Elle voit la victoire de Néstor Kirchner, membre du Parti justicialiste face à Carlos Menem. Ce dernier, arrivé en tête à l'issue du premier tour, se retire de la course avant le second tour, permettant à Kirchner d'être élu,.